# Fegyvernek
Fegyvernek is een stad (város) en gemeente in het Hongaarse comitaat Jász-Nagykun-Szolnok. Fegyvernek telt 7087 inwoners (2001).